# Trans-2-enoil-CoA reduttasi (NADPH)
La trans-2-enoil-CoA reduttasi (NADPH) è un enzima appartenente alla classe delle ossidoreduttasi, che catalizza la seguente reazione:
acil-CoA + NADP+ ⇄ trans-2,3-deidroacil-CoA + NADPH + H+
L'enzima è differente dalla cis-2-enoil-CoA reduttasi (NADPH) (numero EC 1.3.1.37).